# Богданов Віталій Геннадійович
Віталій Геннадійович Богданов (нар. 22 лютого 1990, смт Гоща Рівненської області) — український футболіст, півзахисник.

## Клубна кар'єра

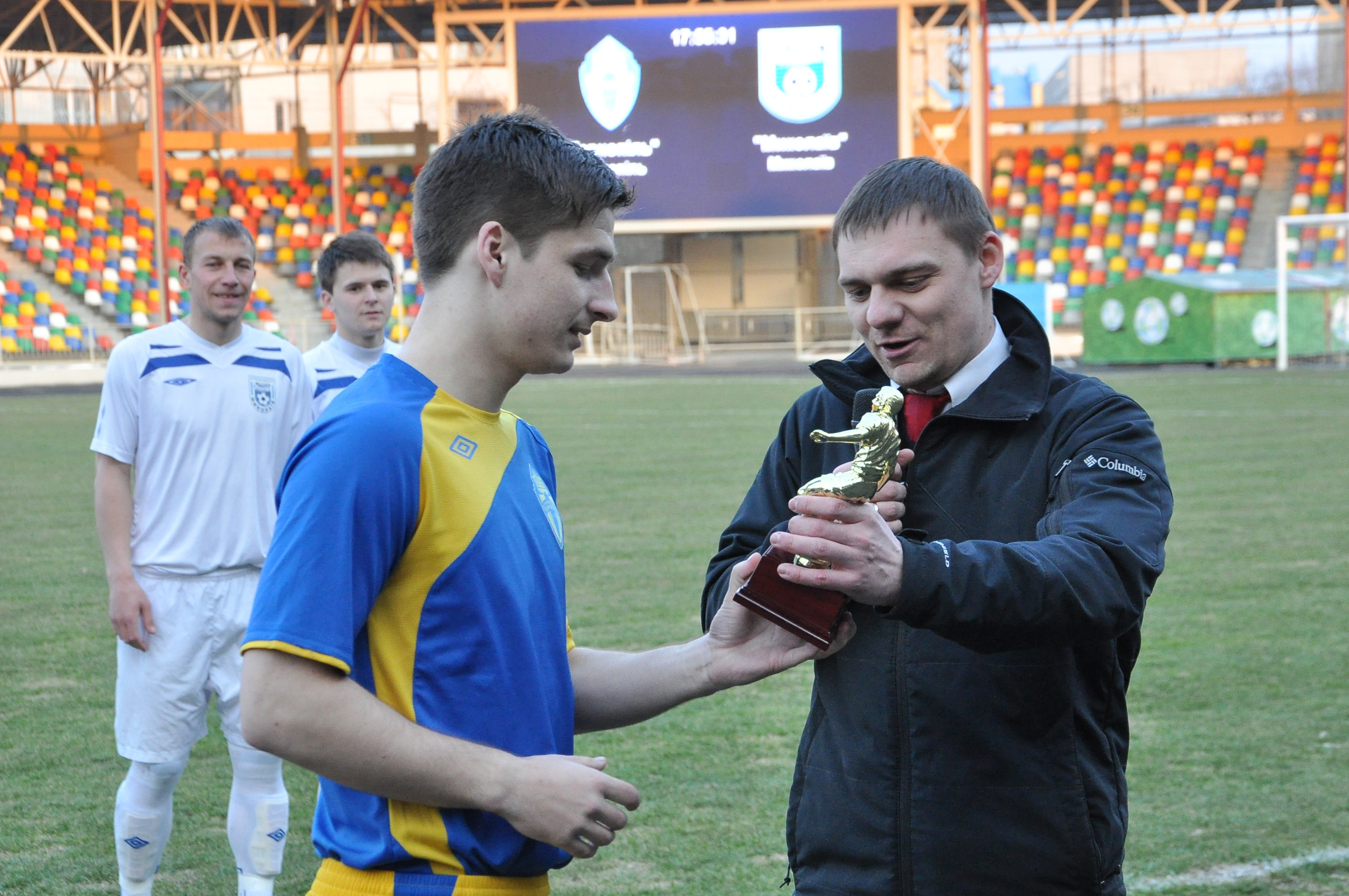
Віталій Богданов отримує відзнаку з рук Євгена Мороза

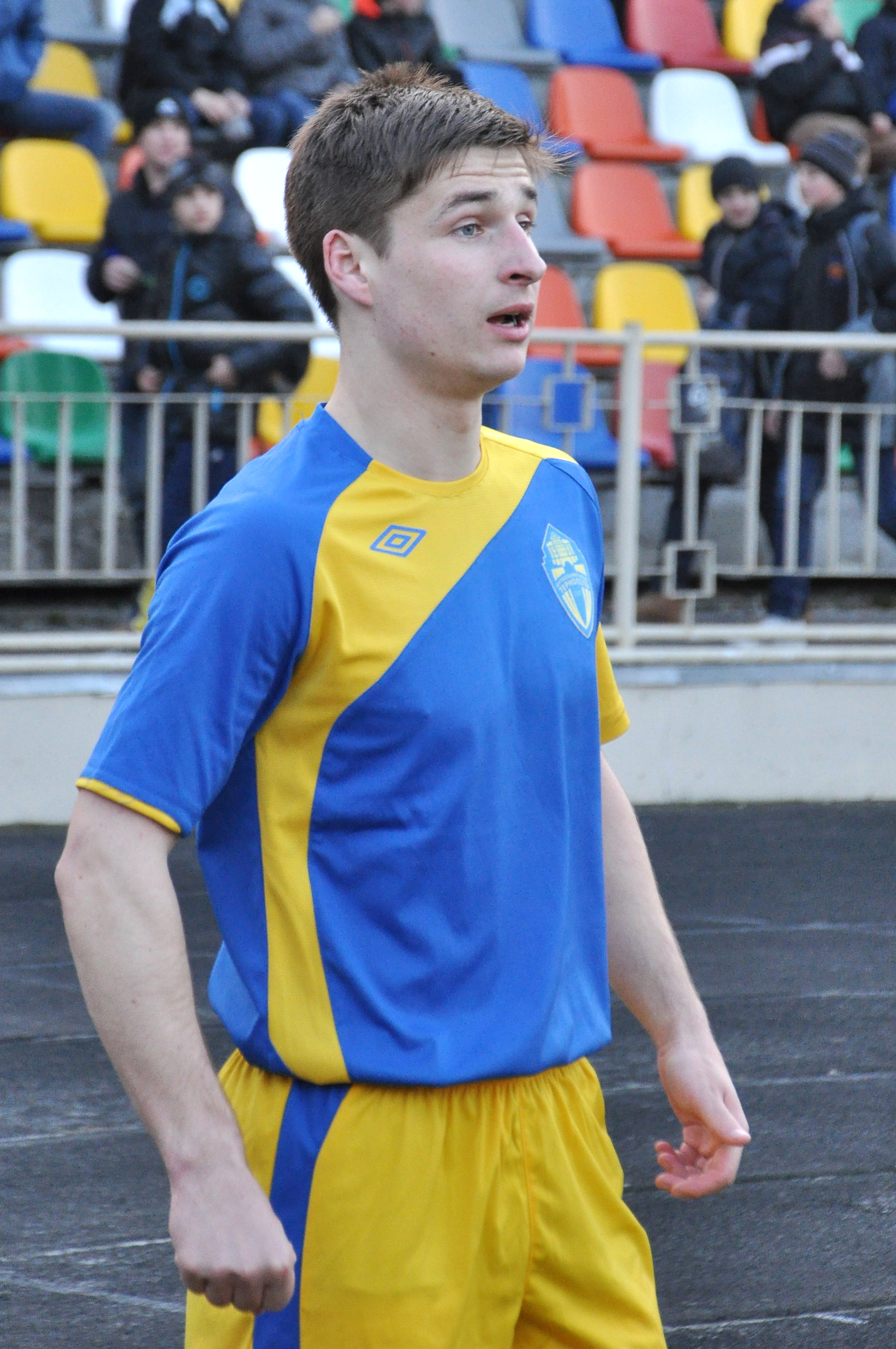
Під час матчу ФК «Тернопіль» — ФСК «Миколаїв»

Виступав за «Гоща-АМАКО» (Гоща), ФК «Гоща» (Гоща), ФК «Шумськ» (Шумськ), «Буревісник» (Кременець), ФК Тернопіль.

## Відзнаки
Автор найкращого голу літньо-осінньої частини сезону-2014/15 у першій лізі. Відзнаку отримав 20 березня 2015 року з рук начальника відділу організації та проведення змагань ПФЛ України Євгена Мороза перед поєдинком 18-го туру між ФК «Тернопіль» та МФК «Миколаїв».